# Wolfgang Oswald (Theologe)
Wolfgang Oswald (* 11. Dezember 1958 in Stuttgart) ist ein deutscher evangelischer Theologe.

## Leben
Seine erste theologische Dienstprüfung absolvierte Oswald 1992, danach war er Vikar der Württembergischen Landeskirche. 1998 wurde Oswald Pfarrer in Buttenhausen, Dekanat Münsingen. Oswald promovierte 1998 an der Theologischen Fakultät der Universität Zürich zum Dr. theol. Seit 2003 war er Wissenschaftlicher Mitarbeiter an der Evang.-Theol. Fakultät der Universität Tübingen, Lehrstuhl Altes Testament. Seine Habilitation erfolgte 2006, ebenfalls im Fachbereich Altes Testament. Seit 2012 war Oswald außerplanmäßiger Professor für besondere Aufgaben in Lehre und Forschung im Bereich Altes Testament. Anfang 2025 ging er in den Ruhestand.
Oswalds Forschungsschwerpunkte sind Pentateuch und Propheten, insbesondere das Buch Exodus, sowie die Herrschafts- und Staatskonzeptionen im antiken Israel und seiner Umwelt sowie exegetische Methodenfragen.

## Schriften
- Israel am Gottesberg. Univ.-Verl., Freiburg, Schweiz 1998, ISBN 3-7278-1161-7, (Dissertationsschrift).
- Nathan der Prophet. Univ. Tübingen 2006 und TVZ, Theol. Verl., Zürich 2008, ISBN 978-3-290-17490-3, (Habilitationsschrift).
- Staatstheorie im alten Israel. Kohlhammer, Stuttgart 2009, ISBN 978-3-17-020435-5.
- mit Helmut Utzschneider: Exodus 1–15 (IEKAT). Kohlhammer, Stuttgart 2013, ISBN 978-3-17-022222-9.
- mit Michael Tilly: Geschichte Israels von den Anfängen bis zum 3. Jahrhundert n. Chr. WBG, Darmstadt 2016, ISBN 978-3-534-26805-4.

Festschrift
- Joachim J. Krause u.a (Hrsg.): Die Entdeckung des Politischen im Alten Testament. Festschrift für Wolfgang Oswald zu seinem fünfundsechzigsten Geburtstag (= Beihefte zur Zeitschrift für altorientalische und biblische Rechtsgeschichte, Bd. 29). Harrassowitz, Wiesbaden 2023, ISBN 978-3-447-12130-9.